# 伊吹八幡神社 (観音寺市)
伊吹八幡神社（いぶきはちまんじんじゃ）は、香川県観音寺市伊吹町263にある神社。伊吹島の氏神である。

## 祭神
- 応神天皇（おうじんてんのう）
- 神功皇后（じんぐうこうごう）
- 玉依姫命（たまよりひめのみこと）

## 歴史

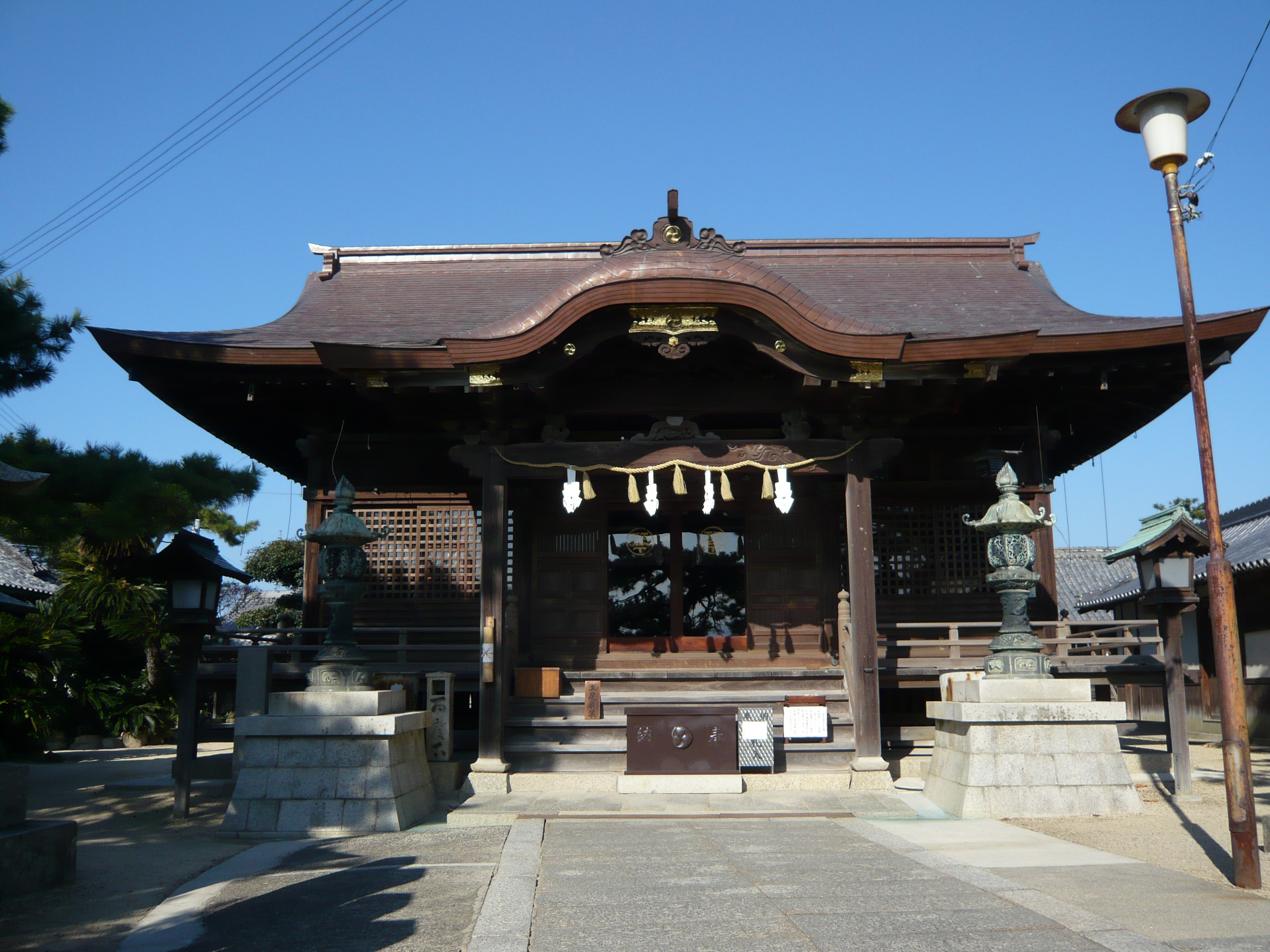
琴弾八幡宮

天治元年（1124年）3月15日に琴弾八幡宮から勧請されたと伝わる。なお、同時期には泉蔵坊（後の泉蔵院）や海蔵坊（後の海蔵寺、現在の西ノ堂）も創建されている。天正15年（1587年）には三好義継の嫡男である三好義兼が大小2枚の鏡を献納した。慶長12年（1607年）には社殿が焼失したが、慶長年間には再興されて御神体の開眼供養が行われた。延宝3年（1675年）にも再建された。
随神門は元禄15年（1702年）8月に建立され、1882年（明治15年）に再建されると、1968年（昭和43年）に修復された。1921年（大正10年）に拝殿が改築され、それまでの拝殿は絵馬堂（後に神楽殿）となった。

## 祭礼
伊吹島には古くから神楽が伝わり、旧暦6月1日の昼には八幡神社の前で、夜には荒神社の前で奉納されている。
10月第1土曜・日曜には秋祭りが行われ、チョウサと呼ばれる太鼓台が登場する。

## 境内
- 社殿 - 1921年（大正10年）改築。
- 神楽殿
- 随神門
- 鳥居
- 力石
- 社務所

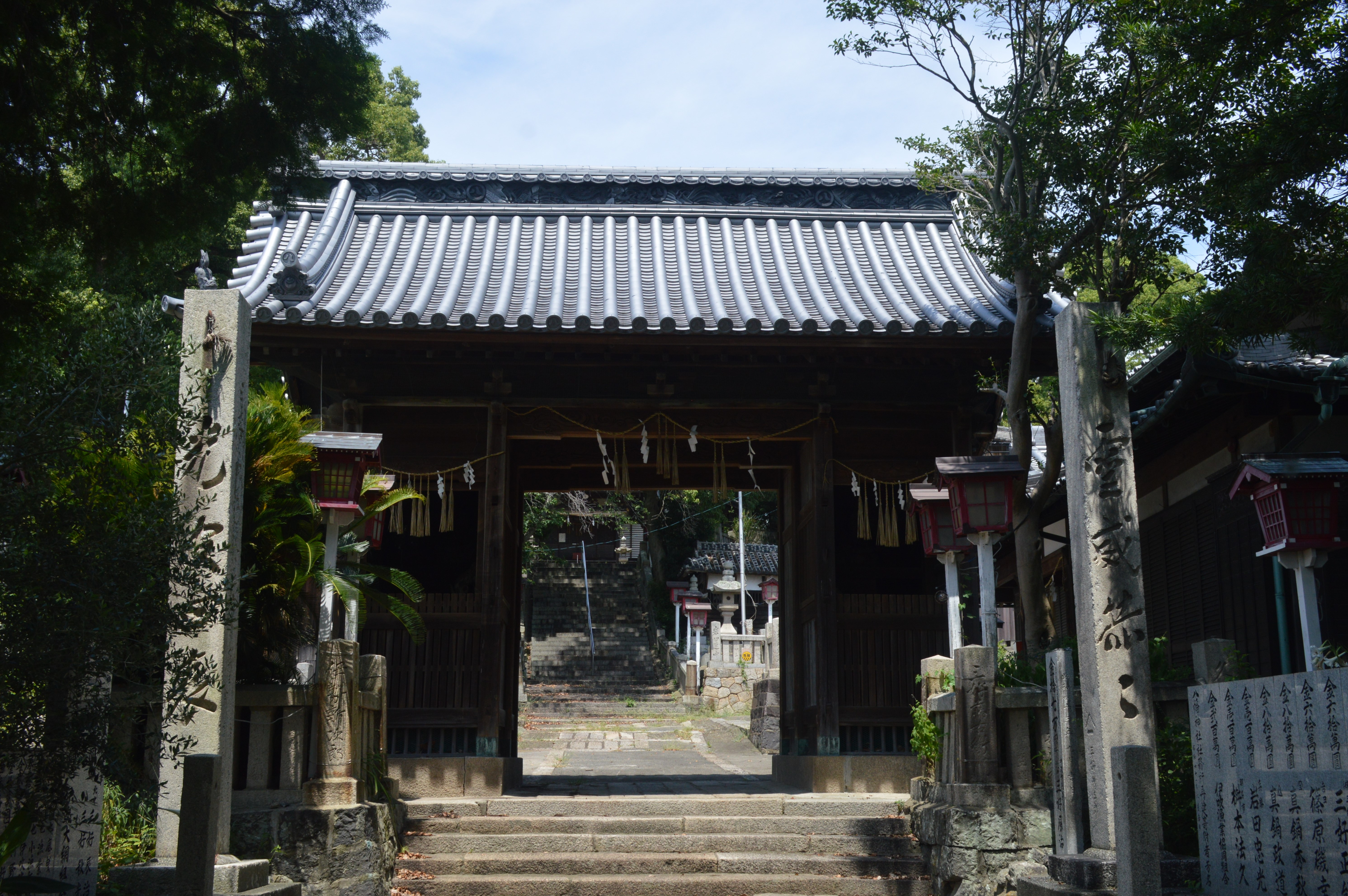
随神門

- 常夜灯 - 延宝7年（1679年）一対建立。
- 電気導入記念碑 - 1988年（昭和63年）5月建立。

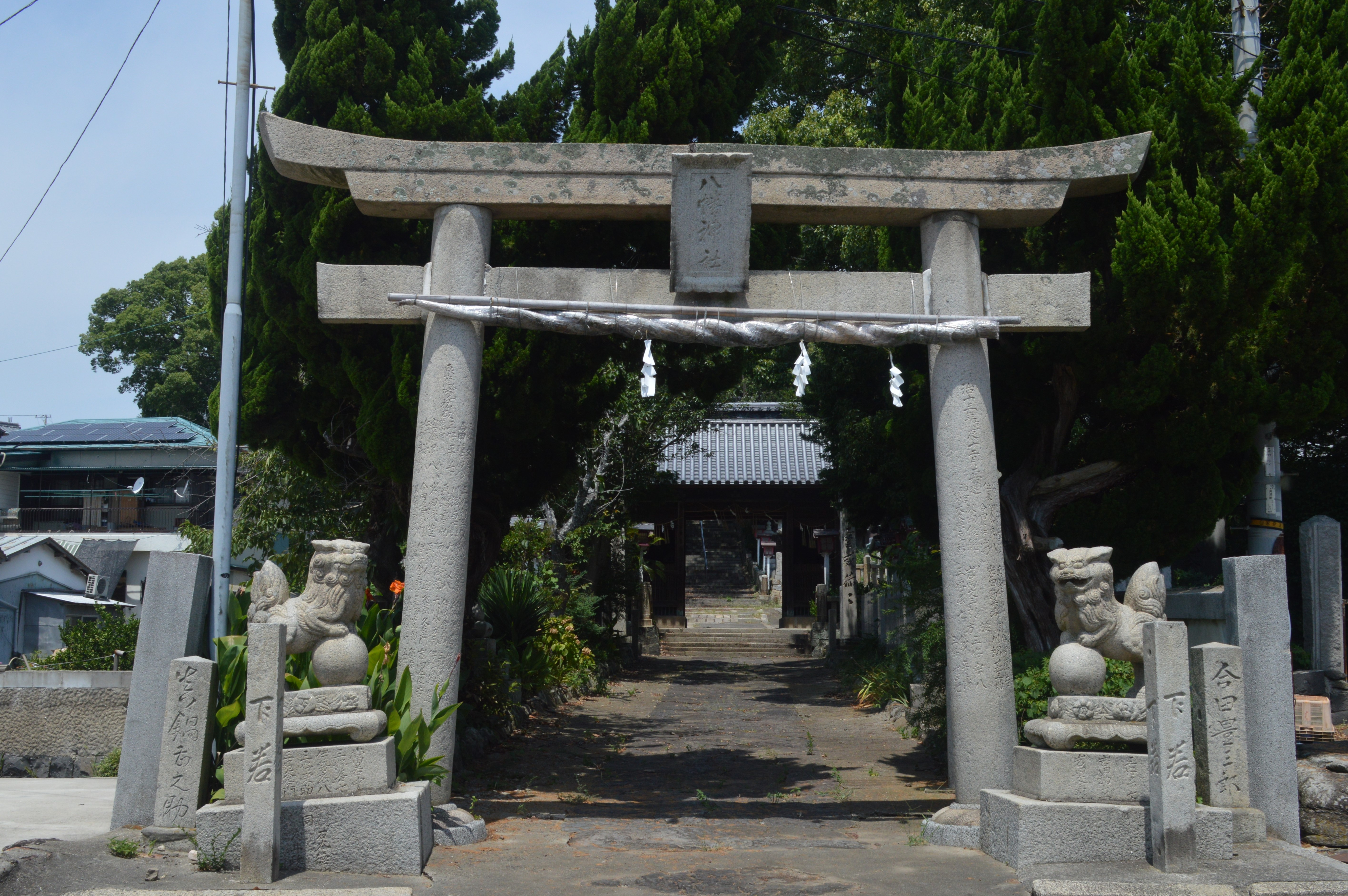
鳥居
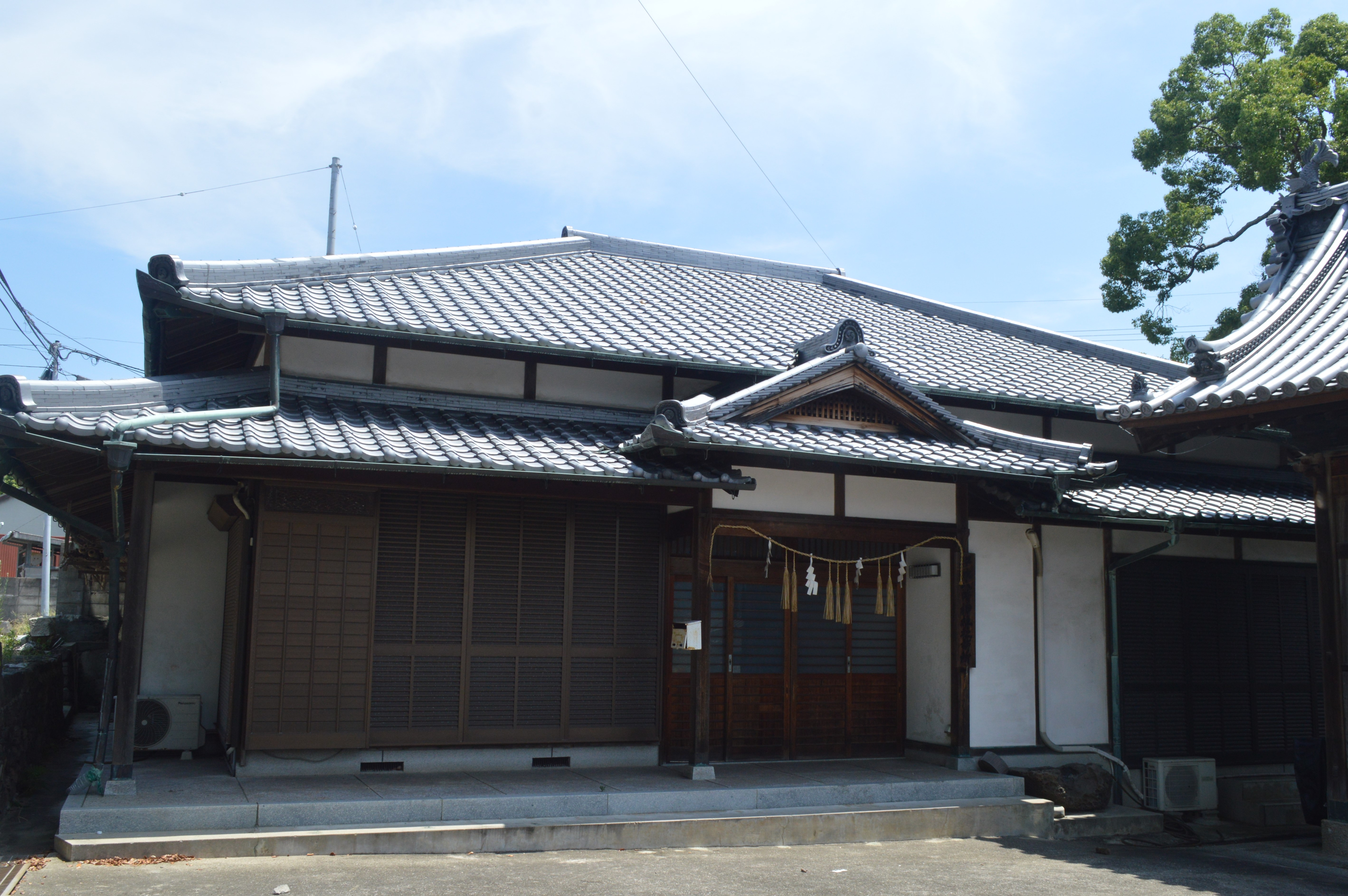
社務所